# Градски музеј Вировитица
Градски музеј Вировитица је општи музеј завичајног типа локалног обима, тематски је везан за историју и прошлост града и подручја општине Вировитица. 

## Историја
Градски музеј Вировитица је основан септембра 1953. као завичајни музеј комплексног типа за град и округ Вировитица. Темељ установе је почео да ствара један музејски радник уз повремену помоћ другог у поткровљу дворца Пејачевић који се налази у самом центру града. Уз помоћ бројних Вировићана, донацијама, откупима и збиркама је прибављена грађа за археолошку, етнографску, културно-историјску, уметничку збирку, а основана је библиотека, архив и фототека. Прикупљена музејска грађа је била изложена као „I музејска поставка” у мају 1954. године. У то време, због недостатка сопственог изложбеног простора, изложбе су организоване на разним местима у граду. Прва стална музејска поставка „Кроз прошлост Вировитице” је отворена 1968. године у великој сали на првом спрату дворца која се и данас користи за бројне повремене изложбе и има статус музејско-галеријског простора, од тада је цео дворац постепено обнављан. У оквиру обележавања 750 година Вировитице, а у оквиру Научног скупа 2. октобра 1984, је отворена стална поставка археолошке, културно-историјске, етнографске и уметничке збирке Бранислава Глумца. Грађа и стална поставка су премештени током 1991. године, а враћени су на лето 1992. од када поново имају привремену поставку. Музеј данас има око 5000 предмета од којих је 880 у сталној поставци, а осликавају живот вировитичког краја од неолита до првих деценија 20. века.